# Маскрат Бронсон, Рут
Рут Маскрат Бронсон (Маскрэт, англ. Ruth Muskrat Bronson; 3 октября 1897 — 12 июня 1982) — поэтесса, педагог и активистка движения за права индейцев, представительница народа чероки. После завершения учёбы Бронсон стала первой сотрудницей по вопросам профориентации и трудоустройства в Бюро по делам индейцев, а затем первым директором Национального конгресса американских индейцев (1944—1948, 1951).
После десятилетия деятельности в Вашингтоне Бронсон переехала в Аризону, где работала специалистом по медицинскому просвещению в Индийской службе здравоохранения. После выхода на пенсию она получила премию имени Оветы Калп Хобби от Министерства здравоохранения, образования и социального обеспечения. До самой смерти она продолжала бороться за права коренных американцев.

## Биография

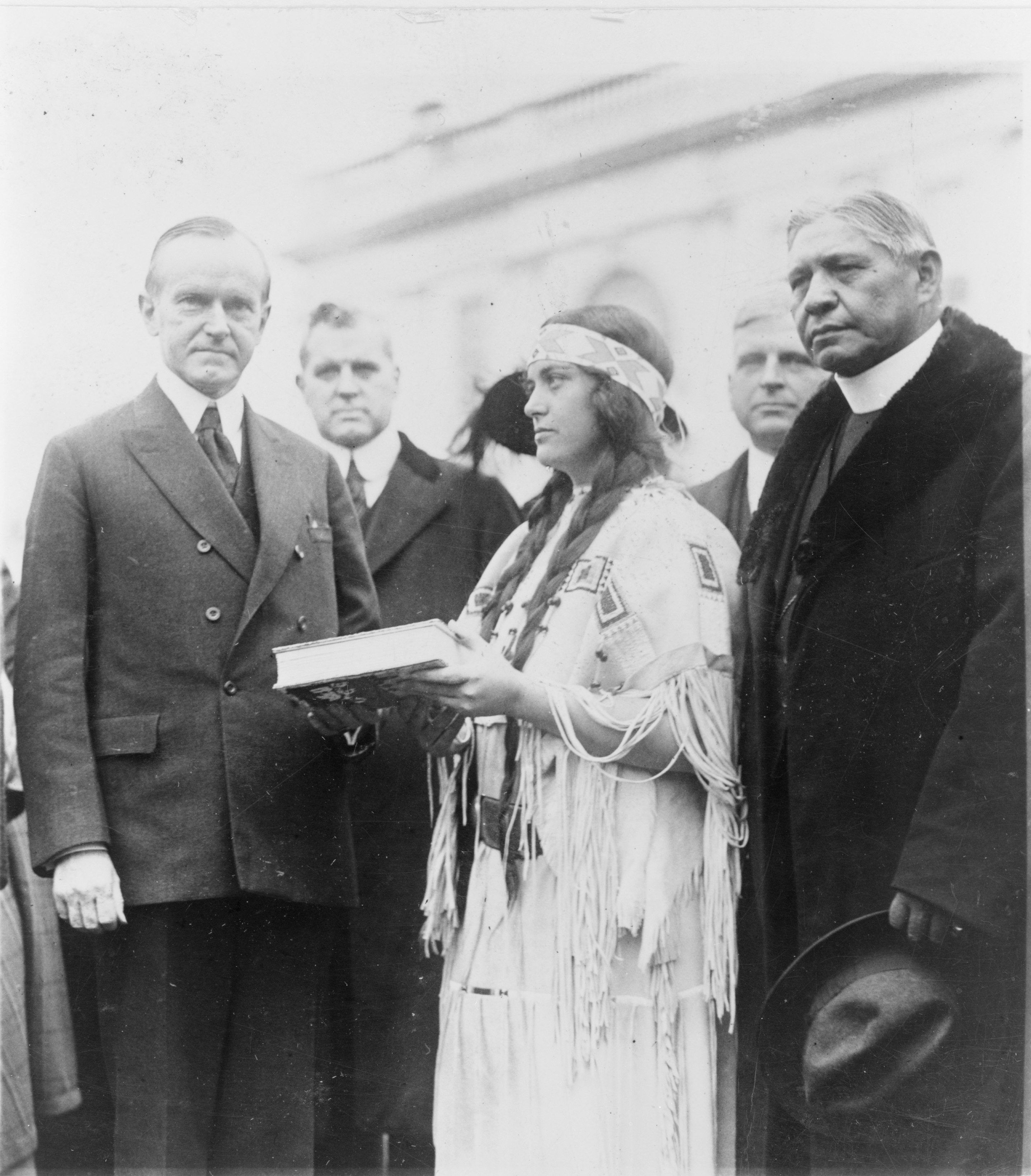
От имени «Комитета ста» Рут Маскрат Бронсон представляет президенту Калвину Кулиджу книгу Густава Элмера Эммануэля Линдквиста «Красный человек в Соединенных Штатах» (The Red Man In The United States) (1919); справа — преподобный Шерман Кулидж, соучредитель Общества американских индейцев, 13 декабря 1923 года.

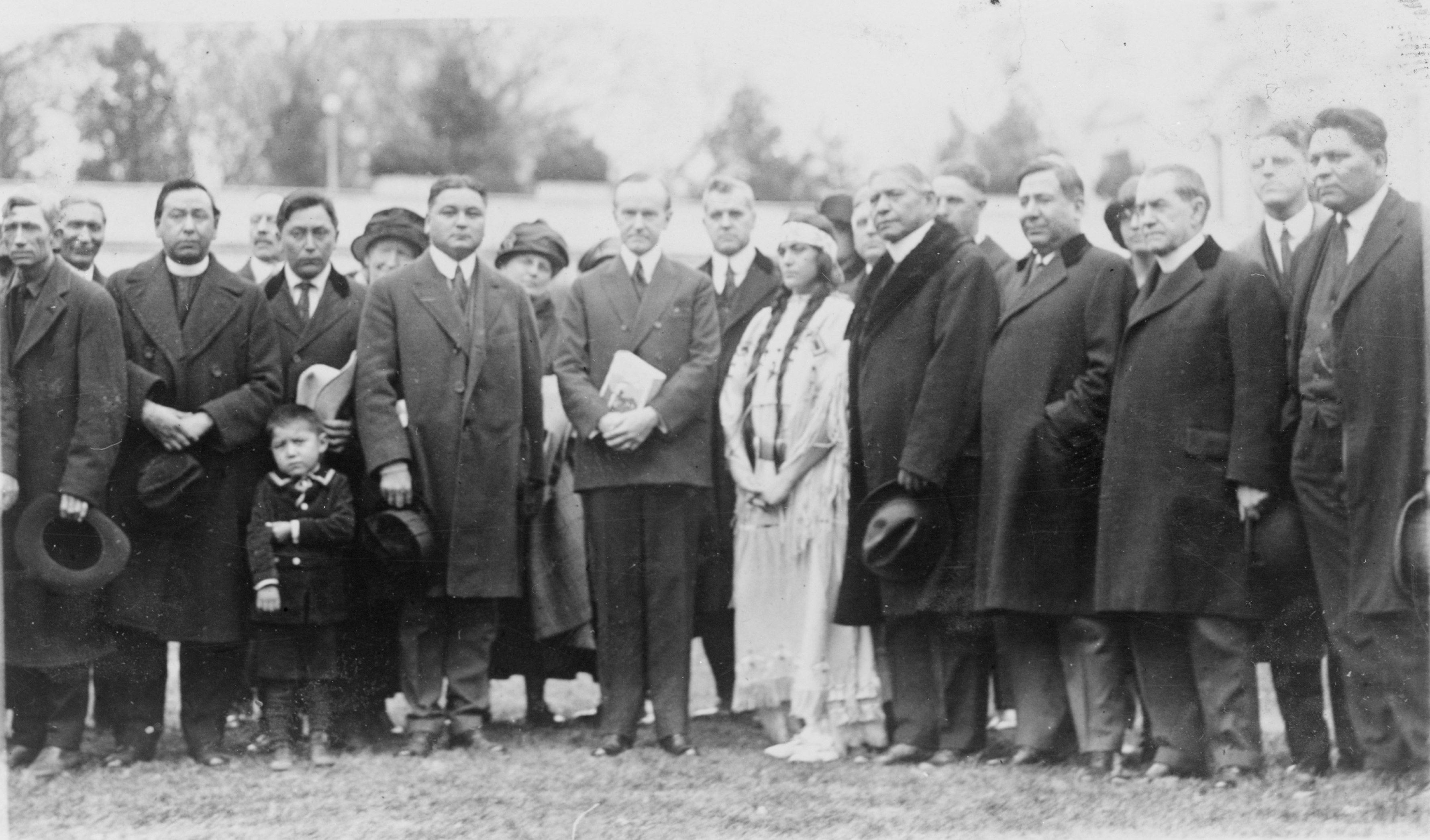
Комитет 100 по делам индейцев с президентом Калвином Кулиджем, Рут Маскрат и преподобным Шерманом Кулиджем.

Рут Маргарет Маскрэт родилась 3 октября 1897 года в Уайт-Уотер в резервации Делавэр на Индейской территории (ныне штат Оклахома) в семье ирландско-английской переселенки из Миссури Иды Леноры (урождённой Келли) и чероки Джеймса Эзекиала Маскрэта. Её предки по отцовской линии были принудительно переселены по Дороге слёз из Джорджии на Индейскую территорию в конце 1830-х годов в ходе депортации чероки. В 10-летнем возрасте она стала свидетелем того, как изменился уклад жизни её народа после Закона Кертиса 1898 года (поправки к Закону Дауэса, предусматривавшей распределение общинных земель среди пяти цивилизованных племен).

### Образование
В возрасте четырнадцати лет Маскрат поступила в подготовительную школу при Оклахомском технологическом институте в Тонкаве, которую окончила в 1916 году. Она продолжила свое образование в колледже Генри Кендалла в Талсе и в Северо-Восточном государственном педагогическом колледже. Финансовые трудности вынудили её оставить занятия, и она сама преподавала в течение двух лет, чтобы заработать достаточно средств для продолжения обучения.
В 1919 году Маскрат поступила в Университет Оклахомы, где проучилась три семестра. Летом 1921 года она работала в Ассоциации молодых христианок YWCA и была отправлена на работу в резервацию апачей Мескалеро в Нью-Мексико. Её отчет принёс ей стипендию для обучения в Университете Канзаса, где она проучилась еще три семестра.

### «Комитет ста»
В 1922 году Маскрат в составе делегации YWCA отправилась в Пекин (Китай) на международную молодёжную конференцию. Она была одной из первых индейских женщин, ставших студенческими делегатами в поездках за рубеж. Поездка, которая включала остановки на «Гавайях, в Маньчжурии, Японии, Корее и Гонконге», привлекла к Маскрат внимание международной прессы, что вдохновило её к дальнейшей борьбе за расовое равенство.
В следующем году Рут обратилась к президенту США Кулиджу с просьбой улучшить условия образования для коренных американцев. Она выступила с докладом на собрании лидеров коренных американцев, известном как «Комитет ста», для консультирования президента Кулиджа по вопросам политики в отношении американских индейцев. Маскрат отстаивала право индейцев на участие в решении собственных проблем. Тронутые её речью, президент Калвин Кулидж и его жена Грейс пригласили молодую активистку на обед с президентской четой.
В 1923 году она поступила на третий курс колледжа Маунт-Холиок, получив полную стипендию, и в 1925 году окончила его со степенью бакалавра по специальности «Английский язык». Во время учебы в колледже она уже выступала плодовитой поэтессой, на которую оказало влияние модернистское движение.

### Общественная деятельность
После окончания университета Рут Маскрэт начал работать в Институте Хаскелла учителем восьмого класс, а затем стала главой бюро по трудоустройству в колледжи. Студенты полюбили Маскрат за её чувство юмора и стремление донести до своих учеников культуру коренных американцев. Рут Маскрат постоянно напоминала своим ученикам о необходимости гордиться своим наследием фразой: «Индейцы тоже люди, не забывайте об этом». В 1926 году она получила премию Генри Моргентау за лучшее применение своего образования в колледже . На протяжении 1920-х годов Рут выступала за образование для коренных американцев, которое не было бы ассимиляционистским, но позволило бы «сохранить „лучшее“ в культурах коренных народов». «Змей» — короткий рассказ, написанный ей в 1925 году, — «бросает вызов федеральной политике в период распределения земель».
В 1928 году Маскрат вышла замуж за Джона Ф. Бронсона, и они удочерили коренную девочку.
В 1931 году Бюро по делам индейцев (BIA) создало новую программу по улучшению образовательных возможностей для коренных американцев. Бронсон была назначена первой сотрудницей бюро по вопросам профориентации и трудоустройства, которому поручалась помощь выпускникам в поиске достойной работы . В 1937 году она была награждена Индейской медалью за достижения от Indian Council Fire, став второй женщиной, получившей эту награду (на эту премию она была номинирована ещё в год её учреждения в 1933 году). Бронсон отвечала за распределение государственных займов и стипендий для студентов, а также за помощь им в поиске работы. Она работала в BIA до 1943 года.

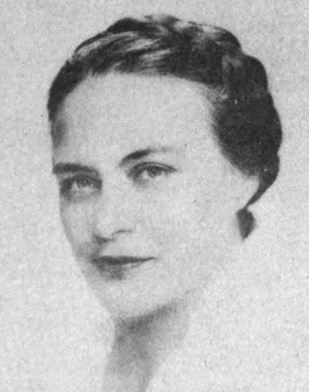
Рут Маскрат Бронсон, 1947 год.

Бронсон провела некоторое время вне работы, воспитывая свою дочь. В этот период она написала и опубликовала ряд книг и статей, в том числе «Индейцы — тоже люди» (Indians are People Too, 1944), «Церковь в жизни индейцев» (The Church in Indian Life, 1945), и «Повторим ли мы историю индейцев на Аляске?» (Shall We Repeat Indian History in Alaska?, 1947).

### Национальный конгресс американских индейцев
Рут Бронсон начала работать с основанным в 1944 году Национальным конгрессом американских индейцев (NCAI) и первой его возглавила. Она была назначена исполнительным секретарём (директором) организации и в течение десяти лет занималась мониторингом законодательных вопросов. Она также основала службу новостей NCAI по законодательным вопросам. 
В этот период она выступала на многочисленных собраниях племён по всей стране, пропагандируя за прогресс коренных американцев. Бронсон поднимала такие вопросы, как права коренных народов на воду вдоль реки Колорадо, права коренных народов на территории Аляски и обеспечение качественной медицинской помощи для американских индейцев. После десятилетия работы в 1955 году Бронсон была избрана казначеем NCAI. Устав от споров в национальной политике, она сосредоточилась на каналах непосредственной работы с местными сообществами.

### Дальнейшая жизнь в Аризоне
В 1957 году Бронсон перебралась в Аризону, где работала специалистом по медицинскому образованию в индейской резервации Сан-Карлос-Апачи в Индейской службе здравоохранения (часть Департамента здравоохранения и социальных служб). В тот же период она занимала пост вице-президента благотворительной организации ARROW. Она управляла образовательным кредитным и стипендиальным фондом организации, а также консультировала племена по вопросам развития общин. В 1962 году Бронсон была награждена премией имени Оветы Калп Хобби от Министерства здравоохранения, образования и социального обеспечения за свою работу на благо коренных американцев и ушла с государственной службы.
Она переехала в Тусон. В 1963 году Бронсон стала председателем национальной программы секции американских индейцев Фонда развития местных сообществ. Организация действовала под эгидой Федерации спасения детей. После инсульта в 1972 году Бронсон замедлила, но не прекратила свою активную деятельность в защиту коренных американцев. Она выступала за то, чтобы они сами определяли свои программы развития и лидерства. В 1978 году Бронсон была одной из лауреатов Национальной конференции индейцев по вопросам ребёнка, удостоенных награды за вклад в улучшение качества жизни детей.
Бронсон также произвела революцию в гендерных нормах в племени чероки, следуя примеру мужчин-лидеров, одеваясь в то, что ей нравилось и что помогало ей попасть в желаемые места.
Бронсон умерла 12 июня 1982 года в Тусоне, штат Аризона. Она похоронена на кладбище Риверсайд в Уотербери, штат Коннектикут.